# Зак Галіфіанакіс
Зак Галіфіанакіс, повне ім'я Захаріус Галіфіанакіс (англ. Zacharius Galifianakis, грец. Ζαχαρίας Γαλιφιανάκης), нар. 1 жовтня 1969, Вілксборо, Північна Кароліна, США) — американський актор-комедіант, продюсер і сценарист, відомий за численними фільмами й телевізійними виступами. Отримав багато уваги за роль у хітовому комедійному фільмі 2009 року «Похмілля у Вегасі».

## Біографія
Зак Галіфіанакіс народився в сім'ї Гаррі Галіфіанакіса, що іммігрував у США з Криту, Греція, і виховувався у дусі грецької православної віри свого батька. Має молодшу сестру Мерітт і старшого брата Грега. Його дядько Нік Галіфіанакіс був конгресменом від штату Північна Кароліна в період 1967—1973 років.
Зак добре відомий американським глядачам завдяки комедійним ролям і його власному шоу «Світ полуночника із Заком». Актор часто виступав в ролі продюсера. Отримав багато уваги за роль у хітовому комедійному фільмі 2009 року Похмілля у Вегасі. Популярність акторові принесли ролі в таких фільмах як «Відморожені» і «Серцеїдки», а також ТВ шоу «Простори Бостона».

## Фільмографія
| Рік       | Стрічка                                                | Роль                         | Примітки |
| --------- | ------------------------------------------------------ | ---------------------------- | --- |
| 1999      | The King and Me                                        | Рознощик піци                | |
| 1999      | Flushed                                                | Жалюгідний хлопець           | |
| 2001      | Серцеїдки                                              | Білл                         | |
| 2001      | Хлопець з міхура                                       | Людина на автобусній зупинці | |
| 2001      | Спецагент Коркі Романо                                 | Декстер                      | |
| 2001      | Відморожені                                            | Люк                          | |
| 2002      | Глибина                                                | Вірд Воллі                   | |
| 2003–2005 | Повернути з мертвих                                    | Девіс                        | Телесеріал |
| 2004      | Zach & Avery of Fergus                                 | Бездомна людина              | |
| 2006      | The Pity Card                                          | Зак                          | |
| 2006      | Dog Bites Man                                          | Алан Фінгер                  | Телесеріал |
| 2007      | Тепер я йду у дику далечінь                            | Кевін                        | |
| 2008      | Пригоди у Веґасі                                       | Дейв                         | |
| 2008      | Візіонери                                              | Джордж                       | |
| 2009      | Gigantic                                               | Бездомний хлопець            | |
| 2009      | Похмілля у Вегасі                                      | Алан Гарнер                  | MTV Movie Award for Best Comedic Performance Номінований — Houston Film Critics Society Award for Best Supporting Actor Номінований — Кінонагорода MTV за найкращий прорив року |
| 2009      | Американський тато!                                    | Неповоротка людина і Норман  | Голос |
| 2009      | Закляті друзі                                          | Бакі                         | |
| 2009      | Місія Дарвіна                                          | Бен                          | |
| 2009      | Смертельно нудьгуючий                                  | Рей                          | Телесеріал |
| 2009      | Вище неба                                              | Стів                         | |
| 2009      | Фотографії злочинців                                   | Герміт                       | Прямо на DVD |
| 2010      | Протест молодості                                      | Джеррі                       | |
| 2010      | Tim and Eric Awesome Show, Great Job! Chrimbus Special | Камео                        | |
| 2010      | Вечеря з придурками                                    | Терман Мурч                  | |
| 2010      | Це дуже кумедна історія                                | Боббі                        | |
| 2010      | Встигнути до                                           | Ітан Тремблі/Ітан Чейз       | |
| 2011      | Похмілля 2: З Вегаса до Бангкока                       | Алан Гарнер                  | |
| 2012      | Брудна кампанія за чесні вибори                        | Мартін «Марті» Гаґґінс       | |
| 2013      | Похмілля у Вегасі 3                                    | Алан Гарнер                  | |
| 2014      | Бердмен                                                | Джейк                        | |
| 2016      | Встигнути за Джонсами                                  | Джефф Гарффні                | |
| 2017      | Lego Фільм: Бетмен                                     | Джокер (голос)               | |
| 2017      | Тюльпанова лихоманка                                   | Герріт                       | |
| 2018      | Складки часу                                           | Пророк                       | |
| 2021      | Щось не так з Роном                                    | Рон (голос)                  | |
| 2025      | Ліло і Стіч                                            | доктор Джумба                | |